# عربی سیسیلی
عربی سیسیلی گویشی از عربی بود که در امارت سیسیل (که شامل مالت هم بود) از سده نهم تا سیزدهم میلادی گفتگو می‌شد. این گویش شاخه‌ای از گویش‌های عربی پیشاهلالی بود که در پی فتح سیسیل توسط مسلمانان در سده نهم در این سرزمین رایج شد و با فتح سیسیل توسط نورمان‌ها در سده یازدهم به حاشیه رانده شد و به مرور از میان رفت. امروزه عربی سیسیلی منقرض شده‌است و به عنوان یک زبان تاریخی شناخته می‌شود که نام آن فقط در نوشته‌های مربوط به سده ۹ تا ۱۳ در سیسیل یافت می‌شود.
زبان امروزی مالتی به عنوان تنها بازماندهٔ این زبان شناخته می‌شود که دارای پایه‌ای سامی و تاثیرهای بسیار رومی است. گرچه واژگان اصلی مالتی از عربی سیسیلی بوده‌اند، این زبان دارای تعداد زیادی وام‌واژهٔ رومی (سیسیلی، ایتالیایی و فرانسوی) و اخیراً ژرمنی (از انگلیسی) است و براساس تحقیقی تنها ۳۲٪ واژگان آن دارای ریشهٔ عربی هستند.